# BMW R 80 GS
 (mai 2022).
Si vous disposez d'ouvrages ou d'articles de référence ou si vous connaissez des sites web de qualité traitant du thème abordé ici, merci de compléter l'article en donnant les références utiles à sa vérifiabilité et en les liant à la section « Notes et références ».
Ne doit pas être confondu avec BMW R 80 G/S.
La R 80 GS est un modèle de motocyclette du constructeur allemand BMW, produit entre 1987 et 1996 à 11 375 exemplaires, pour 5 600 €.
En 1987 et après 21 864 exemplaires construits, la R 80 G/S n'est plus produite, un nouveau modèle lui succède : la R 80 GS. La raison de la disparition du « / » pourrait provenir de la volonté de la firme de changer le « straße » en « sport ». Le moteur reste le même mais il bénéficie officiellement du couple de la version Paris-Dakar.
Le modèle phare de BMW est cependant à présent la version de 1 000 cm3 de cylindrée, la R 100 GS sortie simultanément.
La principale innovation se situe au niveau de la partie-cycle. La fourche est remplacée par un modèle de plus grand diamètre et le Monolever est remplacé par un nouveau système appelé « Paralever ». Ce système présente une articulation médiane supplémentaire au niveau du cardan. Le parallélogramme ainsi formé (d'où le nom de « Paralever ») efface les effets induits par le cardan à l'accélération (l'arrière de la moto se levait à l'accélération). Ce système allié à l'augmentation de l'angle de l'amortisseur (l'amortisseur est fixé plus près de la roue) apportait également une plus grande progressivité d'amortissement. Le disque de frein avant voit son diamètre augmenté de 25 mm. À l’arrière, le tambour perd un peu de son efficacité, et s'il est le même que sur la R 80 G/S il est à présent commandé par un câble (au lieu de la tringle rigide précédente).

L'empattement passe à 1 514 mm, la capacité du réservoir augmente de 4,5 l et la masse monte à 210 kg à sec.

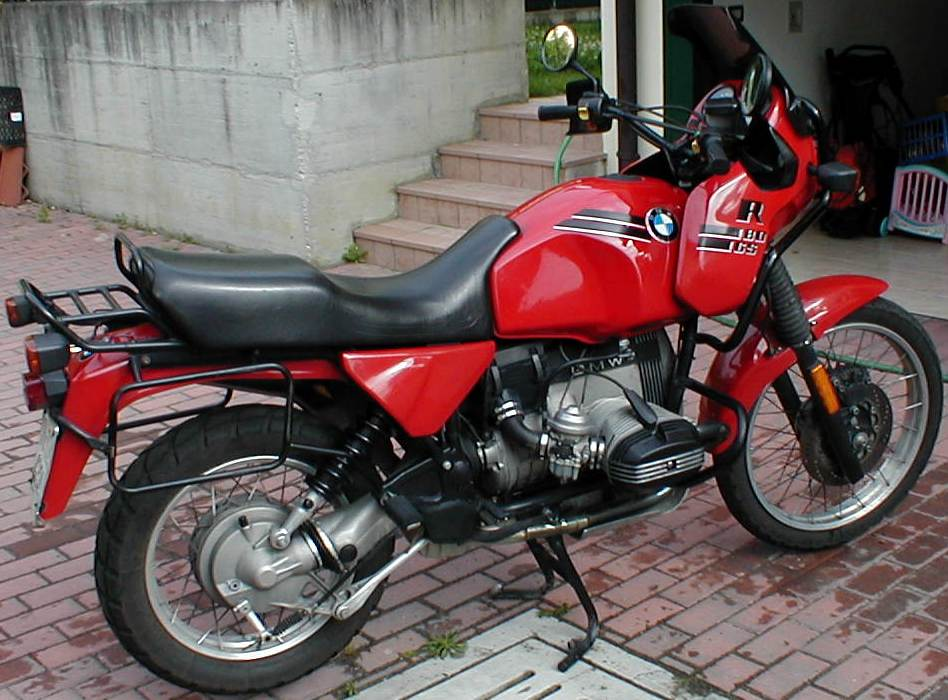
R 80 GS dernier modèle produit (à partir de 1990) avec nouvelle tête de fourche et lèche roue avant.

En 1990, elle est une dernière fois retouchée esthétiquement. La mode du tout-terrain s'éloigne et elle se rapproche donc des routières par l'adjonction d'un carénage de tête et un garde-boue avant style « lèche roue ». Sur le plan technique, elle bénéficie simplement d'un nouveau carter d'huile. Dans l'opération, elle prend de nouveau 5 kg de plus. Entre la sortie de la G/S et la fin de la production de la GS, elle aura finalement pris 48 kg.